# Терике-сарруцу
Терике-сарруцу — правитель Вавилонии в середине VI века до н. э.
В VII—VI веках до н. э. во времена господства в Вавилоне царей из X Нововавилонской (халдейской) династии существовала должность правителя Вавилонией — шакин-мати. Из клинописных табличек известно, что Терике-сарруцу занимал этот пост в первый год царствования Набонида (555/554 год до н. э.) Преемником Терике-сарруцу стал Набу-аххе-буллит.